# Авано, Ясухиро
Ясухиро Авано (род. 27 сентября 1988, Симоцума, Ибараки) — японский дзюдоист, чемпион (2011), серебряный (2010) и бронзовый (2008, 2009) призёр чемпионатов Японии, бронзовый призёр этапа Кубка мира по дзюдо 2011 года в Будапеште, победитель открытого чемпионата Бельгии 2008 года, призёр этапов Большого шлема, призёр международных турниров, бронзовый призёр чемпионата мира 2010 года в Токио. Выступал в лёгкой весовой категории (до 73 кг).